# 秦城監獄

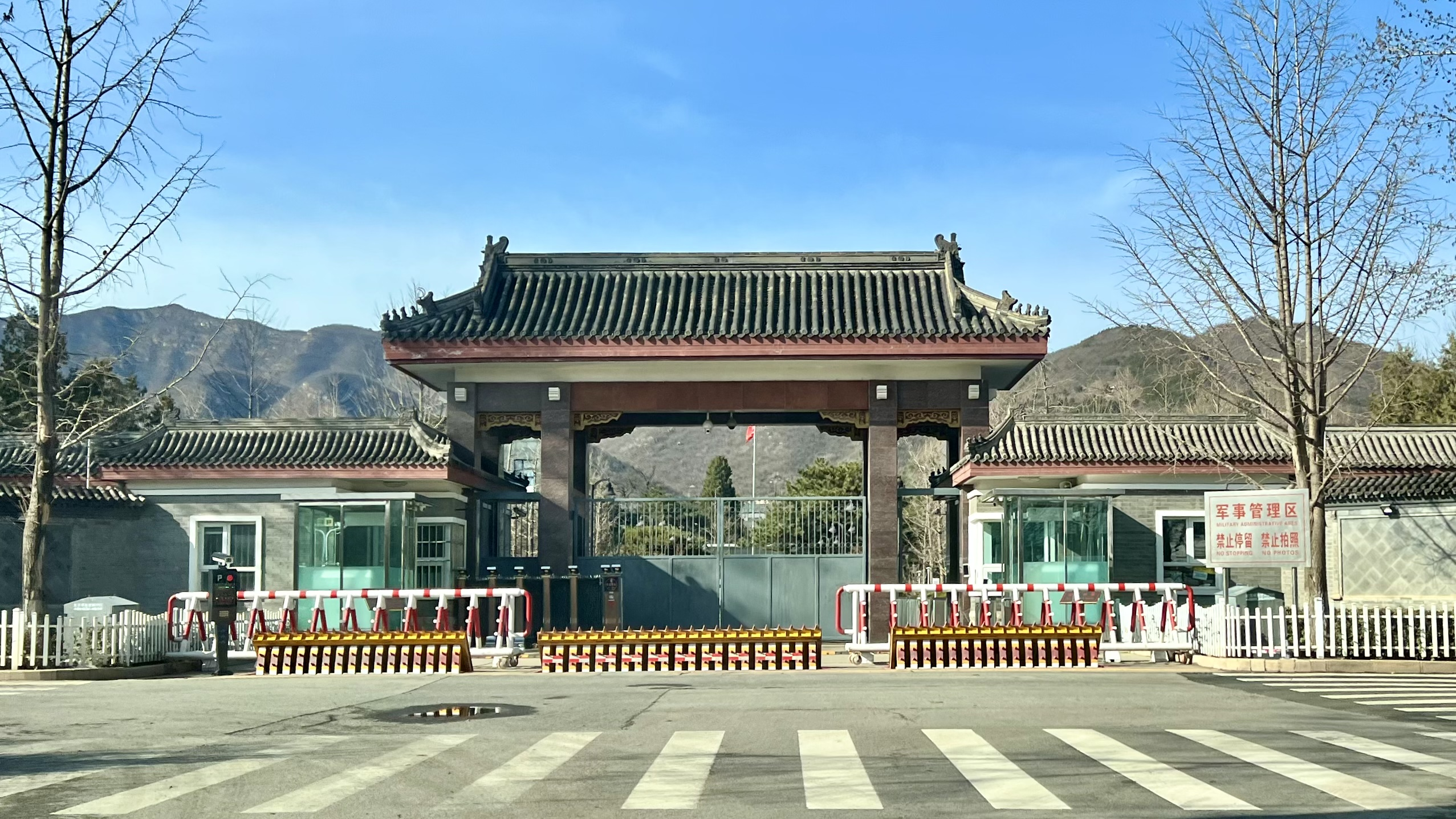
秦城監獄

秦城監獄（しんじょうかんごく）は、中華人民共和国北京市にある拘禁施設である。

## 概要
紫禁城（故宮）の北約30km、北京市昌平区興寿鎮秦城村に位置する。1958年にソビエト連邦の援助で建設が始まり、1960年3月に完成した。当初甲・乙・丙・丁の4棟のみであったが、1967年に戊、己、庚、辛、壬、癸の6棟が増築された。いずれの獄舎も煉瓦造り3階建てで、屋外運動場として用いられる広い空き地と取調室が付属し、個々に塀で囲まれている。入獄前の官職の階級によって待遇が異なるという特徴があり、たとえば、省部級幹部以上の職にあった囚人の食事は一汁二菜であるのに対し、一般の囚人では一汁一菜である。
尚、中国共産党政治局員以上の幹部に対する特別待遇では、鉄格子などはなくテレビが見られて、専任のコックによって美味しい食事が提供されるという。
中国の拘禁施設はすべて司法部監獄監理局の管轄下にあるが、唯一の例外が公安部所轄の当施設で、正式名称は「公安部看守所」である。
呉法憲、徐勤先、胡風、羅瑞卿、江青、王光美、王立軍、劉志軍、陳希同、陳良宇、薄熙来、薄一波、周永康、谷景生など、多くの政治家・官僚・文化人が政治犯として収容されてきた。中国滞在中に日本共産党を除名された伊藤律も1960年から帰国前年の1979年まで、この監獄で過ごしている。